# Spoorwegen in Mexico

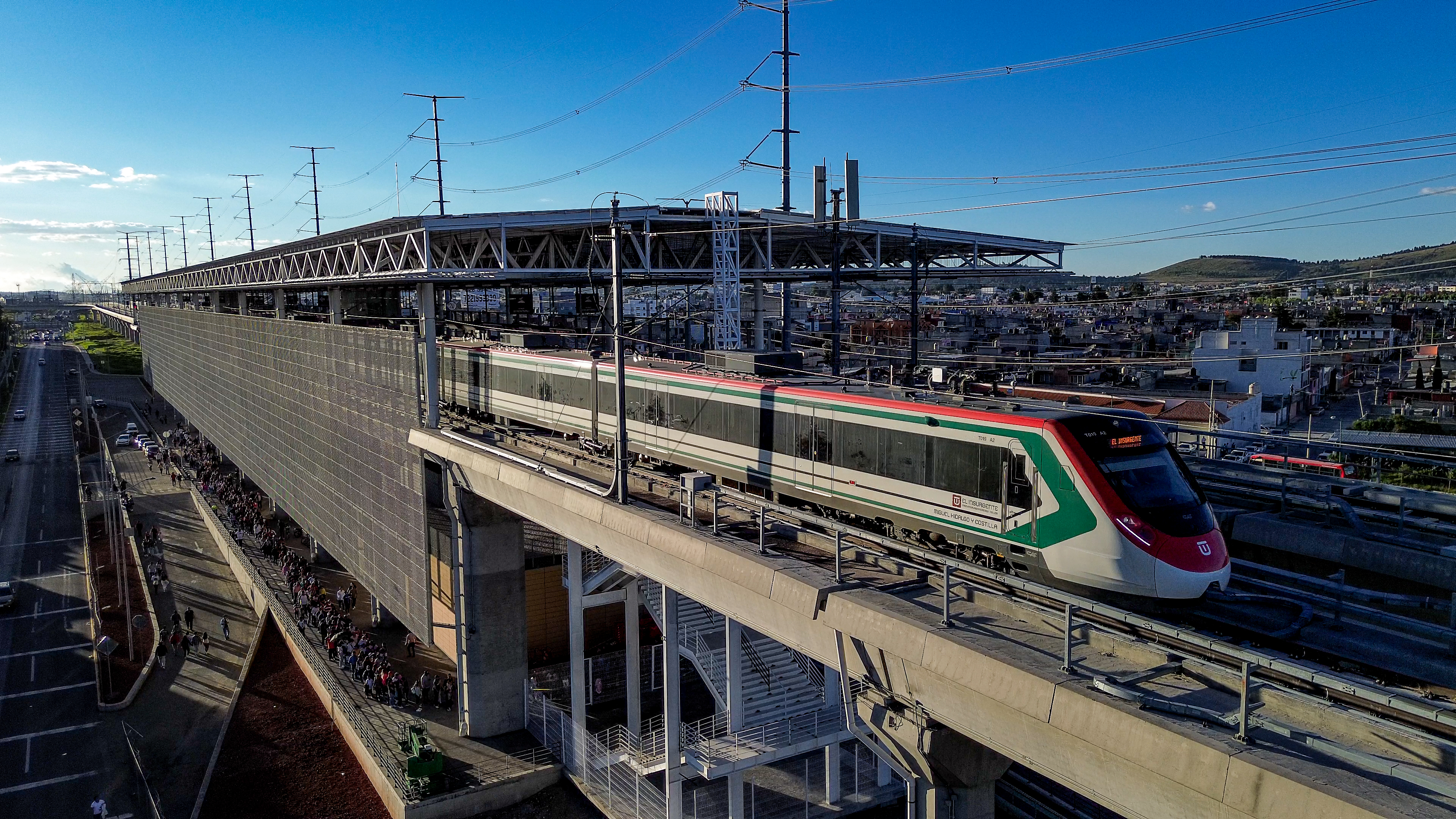
CAF trein op de lijn van het westen van Mexico-Stad naar Toluca.

De spoorwegen in Mexico kenmerken zich door een sterke focus op goederenvervoer. Na een moeizame opstart in 1837 groeide het spoorwegnet eind 19e eeuw alsnog snel uit, maar veel spoorlijnen zijn in de 20e eeuw weer verdwenen of stilgelegd. Begin 21e eeuw is er weer een herwaardering ontstaan voor het spoor, met een voorzichtige terugkeer van verschillende reizigersverbindingen.

## Geschiedenis
De eerste concessie werd in 1837 verleend door president Anastasio Bustamante, voor de aanleg van een spoorlijn tussen Mexico-stad en Veracruz. In 1860 had Mexico echter niet meer dan 250 kilometer aan spoorlijnen; de verbinding tussen Mexico-stad en Veracruz zou zelfs pas in 1873 worden voltooid. De trage ontwikkeling van het spoorwegnet had meerdere oorzaken: naast de politieke en financiële problemen, bleek het woeste landschap een moeilijk te overwinnen obstakel.
Dankzij president Porfirio Díaz werd de achterstand ingelopen: hij haalde buitenlandse investeerders binnen met subsidies en aantrekkelijke concessies, waardoor het spoorwegnet in 1884 was uitgegroeid tot 12.000 kilometer lengte. Amerikaanse investeerders hadden een spoorlijn gerealiseerd tussen de Verenigde Staten en Mexico-stad, terwijl een Brits bedrijf voor de verbindingen van Mexico Stad met Guadalajara en Nuevo Laredo had gezorgd.
De snelle expansie zorgde ook voor problemen. Door het gebrek aan een centrale regie was er een wirwar van spoorlijnen ontstaan, vaak ook nog met eigen spoorbreedtes. Dit leidde ertoe dat in 1898 een wet werd aangenomen die meer lijn moest brengen in het spoornetwerk: er kwam een beperking op buitenlandse investeringen, subsidies gingen alleen gelden voor noodzakelijke (tussen)verbindingen, en er werd gestreefd naar meer uniformiteit in de gebruikte spoorbreedtes. In 1903 werd onder president Porfirio Díaz de Ferrocarriles Nacionales de México opgericht: dit spoorbedrijf was voortaan verantwoordelijk voor alle concessies.

### Vanaf 1900
Rond 1900 was er zo'n 24.000 kilometer spoor aanwezig, maar het netwerk kende veel problemen. Zo waren er geen verbindingen tussen het midden van het land met onder andere Yucatán, Sonora en Baja California. Voor sommige verbindingen moest er via de Verenigde Staten (VS) worden gereisd, terwijl andere spoorlijnen alleen met de VS waren verbonden en dus niet voor binnenlands vervoer geschikt waren.
Naast de vele problemen had de trein ook grote voordelen gebracht. Het spoor kon goederen, post en reizigers veel sneller vervoeren dan voorheen. De kosten voor de vrachtvervoerders en reizigers waren sterk gedaald: het vrachtvervoer was bijvoorbeeld 80% goedkoper geworden. Steden met een spoorwegverbinding waren aantrekkelijk voor bedrijven: ze konden hun grondstoffen makkelijker naar de fabriek krijgen en voor hun eindproducten was een groter afzetgebied ontstaan. Dit zorgde bijvoorbeeld voor een groei in de katoenteelt en de productie van textiel. Het spoorvervoer was een belangrijke aanjager geworden van de Mexicaanse economie.
De delen van het land waar geen spoorlijnen waren, raakten economisch echter steeds meer achterop. Dit gold vooral de westkust en het zuiden: zij profiteerden niet mee van de vooruitgang. Dit zou mede leiden tot het uitbreken van de Mexicaanse revolutie in 1910.
Door de revolutie raakte het spoorwegnet in verval. De noodzakelijke verbeteringen werden echter door slecht beleid, corruptie en problemen met vakbonden belemmerd, terwijl de landelijke overheid zijn focus verlegde naar het wegvervoer. In 1937 werd onder president Lázaro Cárdenas besloten om de spoorwegen de nationaliseren. Overigens werden er nog wel enkele spoorverbindingen gerealiseerd: tussen Sonora en Guadalajara kwam in 1927 de spoorweg gereed in de jaren 50 werd Yucatán verbonden met de rest van land.

### 1950-2000
Vanaf 1950 zakte het spoorvervoer verder in door de concurrentie van het wegvervoer en het vliegtuig. De inmiddels genationaliseerde spoorwegen speelden vooral nog een rol in het vervoer van zware bulkgoederen.
Eind 1985 reden dagelijks de volgende lange afstand/nachttreinen met slaaprijtuigen in Mexico:
- El Tapatio / El Costeño: 2360 km tot Nogales / 2758 tot Mexicali, Mexico-Stad - Queretaro - Irapuato - Guadalajara - Sufragio - Benjamín Hill (Sonora) - Nogales / Mexicali, 37:50 uur naar Nogales, 41:05 uur naar Mexicali, 41:15 uur terug uit Nogales, 47:45 uur terug uit Mexicali. Gemiddelde snelheid over beide richtingen Mexico - Nogales: 59,68 km/u, idem Mexico - Mexicali: 62,09 km/u.
- El Fronterizo: 1971 km, Mexico-Stad - Queretaro - Irapuato - Chihuahua - Ciudad Juárez, 35:30 uur heen en 36:30 uur terug. Gemiddelde snelheid over beide richtingen: 54,75 km/u.
- El Regiomontano: 998 km, Mexico-Stad - Queretaro - San Luis Potosí - Monterrey, 15 uur heen en terug, gemiddelde snelheid 66,53 km/u.
- Aguila Azteca: 1226 km, Mexico-Stad - Queretaro - San Luis Potosí - Monterrey - Nuevo Laredo, 23:40 uur naar Laredo en 25:09 terug uit Laredo, gemiddelde snelheid over beide richtingen: 50,23 km/u.
- Mexico - Merida: 1623 km, Mexico-Stad - Coatzacoalcos - Campeche - Mérida, 35:30 uur heen naar Mérida en 35:15 uur terug, gemiddelde snelheid over beide richtingen: 53,43 km/u.

In 1997 werd het spoornet geprivatiseerd door de toenmalige regering. De bedrijven die de concessies kregen hadden echter geen belang bij reizigerstreinen en schaften die onmiddellijk af. Sindsdien kende Mexico alleen nog enkele toeristische treinen. Diverse steden hebben wel één of meer metrolijnen.

### Terugkeer van reizigerstreinen
In 2008 werd er een spoorlijn met zeven stations geopend in/bij Mexico-stad.

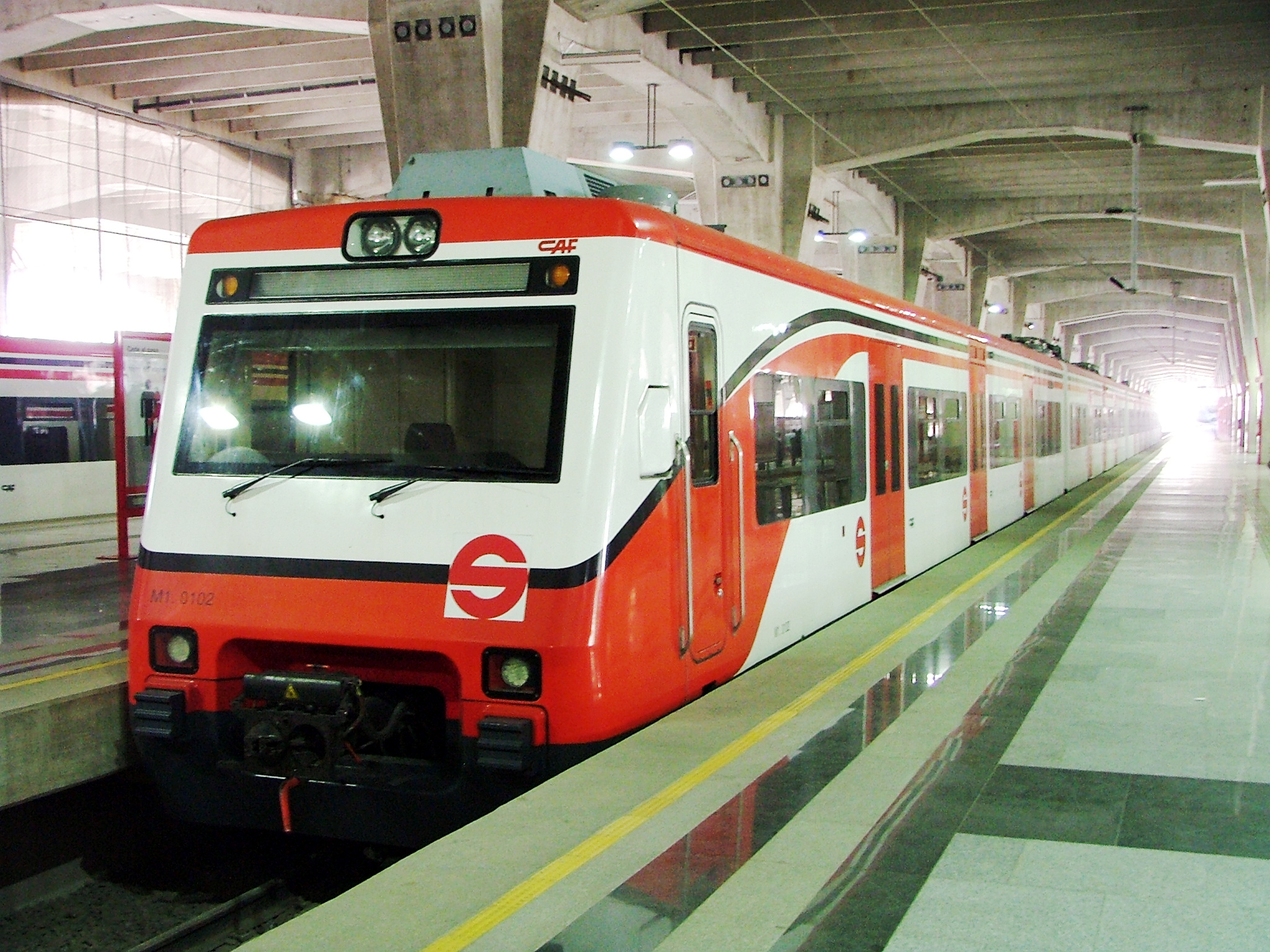
Forenzenspoortrein in het treinstation van Mexico City Buenavista

In 2017 startte tussen Puebla en Cholula een toeristische trein met moderne lightrail-treinen. De hoge verwachtingen kwamen echter niet uit: de groei van het toerisme bleef uit, de reizigersaantallen vielen tegen, en inwoners gebruikten de trein nauwelijks. Eind 2021 werd dan ook aangekondigd dat de treindienst werd gestaakt. De twee treinen, die als nieuw waren overgenomen uit Spanje, zijn later overgenomen door de Tren Interoceanico.
President Enrique Peña Nieto stelde een terugkeer van intercitytreinen voor. De voorstellen van zijn regering omvatten onder meer de voorstadsspoorlijn Toluca - Mexico-Stad, waarvan de bouw in 2014 van start ging en die in 2023 in dienst kwam. Ze omvatten ook de Tren Maya, die over het hele schiereiland Yucatan moest lopen en waarvan de bouw uiteindelijk in 2020 begon, en een hogesnelheidslijn Mexico-Stad - Querétaro.
Een consortium van China Railway Construction Corporation, Prodemex, Teya en GHP kreeg het contract toegewezen voor de bouw van de hogesnelheidslijn Mexico City -Querétaro. Het jaar daarop werd het contract echter opgezegd vanwege een reeks corruptieschandalen. In 2015 startte Mexico een nieuwe aanbesteding die opnieuw werd ingetrokken, waardoor de Mexicaanse regering aan China Railway Construction Corporation een schadevergoeding van 1,31 miljoen dollar moest betalen. Het project werd in juli 2023 nieuw leven ingeblazen als een uitbreiding van de Cuatitlan-forenzenspoor, toen de Mexicaanse regering een overeenkomst tekende met de Canadian Pacific Kansas City Railroad om de levensvatbaarheid van een passagiersspoorlijn van Mexico-Stad naar de stad Queretaro te bestuderen.
In september 2018 kondigde de nieuw verkozen president Andrés Manuel López Obrador een plan van 7,4 miljard dollar voor een spoorlijn van circa 1500 kilometer lang op het schiereiland Yucatán om het toerisme te stimuleren. De bouw van deze Tren Maya begon in 2020. De lijn loopt deels over reeds bestaand tracé en deels over een nieuw aangelegd spoor. De eerste trein reed in december 2023 over het 450 kilometer lange traject tussen Cancún en Campeche. Vanaf februari 2024 was de lijn verlengd tot Palenque, waar aansluiting op de rest van het spoorwegnet van Mexico. De spoorlijn wordt geëxploiteerd door de Mexicaanse marine.Het oorspronkelijke budget van 7,5 miljard dollar werd ruim overschreden: de uiteindelijke kosten zijn geraamd op 30 miljard dollar. Ook waren er zorgen over schade aan het milieu en aan archeologische vindplaatsen.
In januari 2022 keurde de Mexicaanse minister van Communicatie en Transport een spooruitbreiding goed van 180 kilometer in de Durango-Mazatlan-corridor. Het kost naar schatting 1,2 miljard dollar om de verlaten spoorlijn nieuw leven in te blazen en uit te breiden in het kader van een privaat-publieke samenwerking met het bedrijf Caxxor Group, als onderdeel van een Noord-Amerikaanse vrijhandelsovereenkomst.
Eind 2023 werd de spoorlijn tussen Coatzacoalcos aan de Golf van Mexico en Salina Cruz aan de Stille Oceaan opnieuw in gebruik genomen. Deze 300 kilometer lange spoorlijn was in 1907 aangelegd, maar na de aanleg van het Panamakanaal in 1914 verloor de spoorlijn aan betekenis. Begin 21e eeuw werd een groot project opgestart om de vervoerscorridor tussen de twee kuststroken van de Landengte van Tehuantepec op te waarderen: naast de reactivering van de spoorlijn ging het hierbij ook de aanleg van snelwegen, de bouw van industrieterreinen en het uitbreiden van de havens van Coatzacoalcos en Salina Cruz. Het primaire doel van de spoorlijn, die bekend staat als Ferrocarril Transístmico / Tren Interoceánico / Línea Z, is goederenvervoer als alternatief voor het drukke Panamakanaal, maar er wordt ook reizigersvervoer aangeboden. De spoorlijn wordt geëxploiteerd door de Mexicaanse marine. De Ferrocarril Transístmico sluit in het noorden aan op de eind 2023 heropende lijn naar Palenque (Línea FA) en in het zuiden op de in de zomer van 2024 ter heropenen lijn naar de grens met Guatemala (Línea K).

## Beschrijving
Het huidige spoornet had in 2022 een lengte van ongeveer 26.000 kilometer. Van de 7000 overwegen is slechts een klein deel voorzien van beveiliging en in 2017 werd een aantal van 718 ongevallen geregistreerd op overwegen.

## Internationale verbindingen
De Mexicaanse spoorwegen kennen meerdere grensovergangen met het spoornet van de Verenigde Staten die enkel gebruikt wordt voor het intensief goederenvervoer met de VS. Van oost naar west:
- In de omgeving van Brownsville
- Nuevo Laredo / Laredo
- Piedras Negras
- Ojinaga / Presidio
- Ciudad Juárez / El Paso
- Heroica Nogales / Nogales
- Mexicali[20]

Vanuit de grensplaats Ciudad Hidalgo (Chiapas) is er een spoorverbinding naar Ciudad Tecún Umán, net over de grens in Guatemala. Deze internationale verbinding werd omgespoord naar normaalspoor. De rest van het Guatemalteekse spoornet is aangelegd met een spoorwijdte van 914 mm (drie voet). Voorbij het station van Ciudad Tecún Umán is het spoor opgebroken zoals het grootste deel van het Guatemalteekse spoornet.

## Spoorbedrijven
De belangrijkste zijn: 
- Ferromex
- Canadian Pacific Kansas City (actief in Canada, Verenigde Staten en Mexico)
- Ferrosur

Daarnaast zijn er kleinere spoorbedrijven: 
- Baja California Railroad
- Ferrocarriles Chiapas-Mayab
- Ferrocarriles y Terminal del Valle de Mexico
- Linea Coahuila - Durango
- Ferrocarril Transistmico